# مصر في الألعاب البارالمبية الصيفية 1996
شاركت مصر في الألعاب البارالمبية الصيفية 1996 في أتلانتا، بوفد رياضي قوامه 31 ( 26 رجل و 5 نساء ).

## مقالات ذات صلة
- مصر في الألعاب الأولمبية الصيفية 1996